# Nova Caesaris
Nova Caesaris (łac. Diocesis Novacaesariensis) – stolica historycznej diecezji we Cesarstwie rzymskim w prowincji Numidia zlikwidowana w VII w. podczas ekspansji islamskiej, współcześnie w północnej Algierii. Obecnie katolickie biskupstwo tytularne. 

## Biskupi tytularni
| Lp. | Biskup                        | Funkcja                                                            | Od                | Do                  |
| --- | ----------------------------- | ------------------------------------------------------------------ | ----------------- | ------------------- |
| 1   | Gerardo Humberto Flores Reyes | biskup pomocniczy Los Altos Quetzaltenango–Totonicapán (Gwatemala) | 26 lipca 1966     | 7 października 1977 |
| 2   | Angelo Sodano                 | nuncjusz apostolski                                                | 30 listopada 1977 | 28 czerwca 1991     |
| 3   | Rino Passigato                | nuncjusz apostolski                                                | 16 grudnia 1991   |                     |